# Eugenia Brun

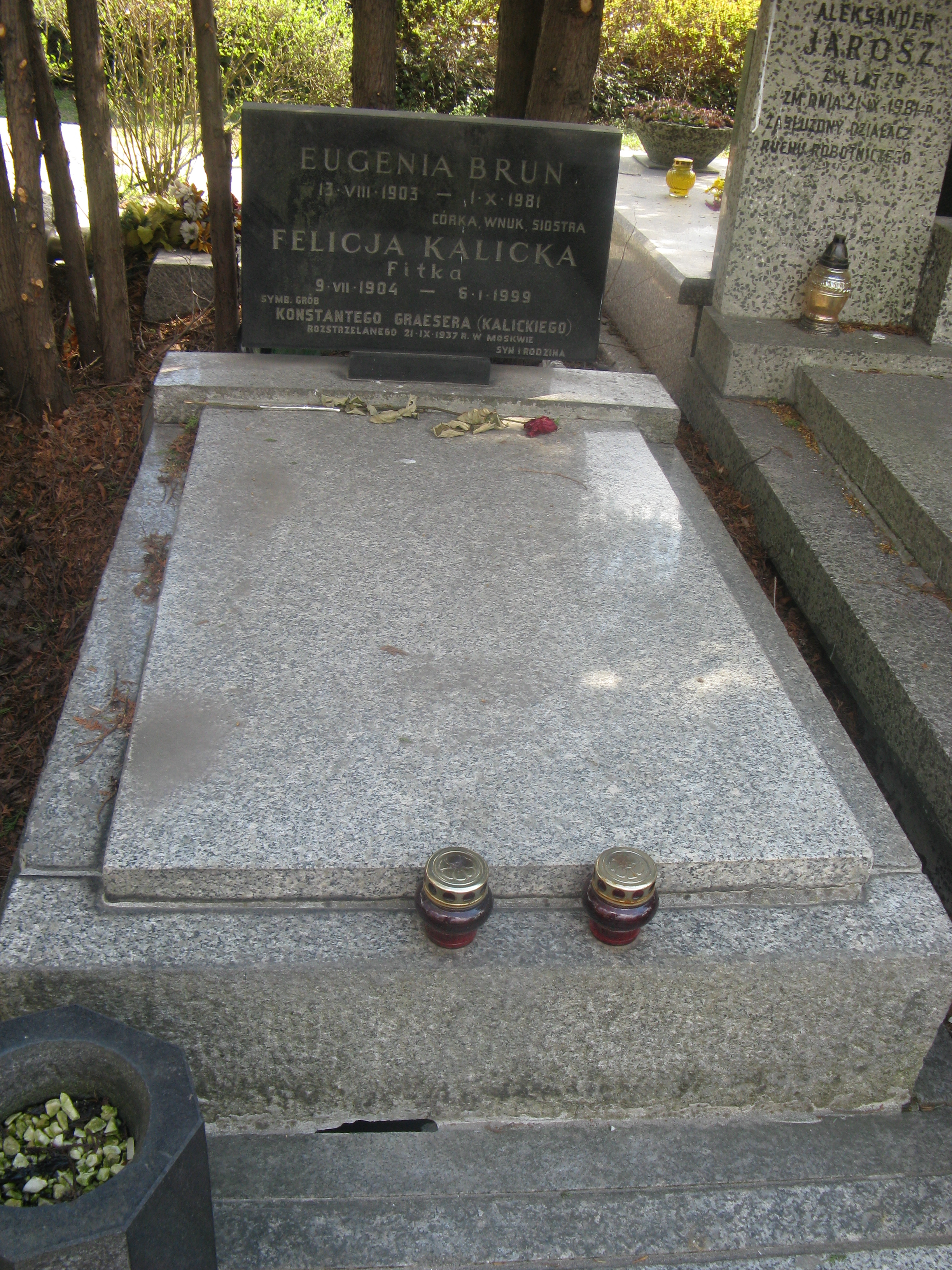
Grób Eugenii Brun i Felicji Kalickiej na Cmentarzu Wojskowym na Powązkach

Eugenia Brun z d. Hejman (ur. 13 sierpnia 1903 w Kaliszu, zm. 1 października 1981 w Warszawie) – polska działaczka komunistyczna.

## Życiorys
Była córką Wolfa vel Leona, siostrą Felicji Kalickiej i Mieczysława Hejmana. Po wybuchu I wojny światowej przeniosła się z rodzicami do Witebska, od listopada 1917 do lata 1918 przebywała w Kopenhadze, potem wróciła do Kalisza, gdzie uczęszczała do gimnazjum, w którym w 6 klasie założyła kółko uczniowskie i wstąpiła do młodzieżowej organizacji SDKPiL. Zorganizowała strajk uczniów, za co została wydalona ze szkoły, po czym przeniosła się do Łodzi, gdzie kontynuowała naukę i również była działaczką komunistyczną. W 1921 przeniosła się do Warszawy i podjęła studia prawnicze. Działała w Związku Młodzieży Komunistycznej (ZMK, późniejszym KZMP) od momentu jego powstania, brała udział w wydawaniu jego gazety pt. „Towarzysz”. Wstąpiła do KPRP, w 1922 skierowana przez Komitet Warszawski KPRP do pracy w biurze Centralnego Komitetu Wyborczego Związku Proletariatu Miast i Wsi (ZPMiW).
1922–1925 była kontrolerką w wydziale zawodowym GUS, potem maszynistką w przedstawicielstwie handlowym ZSRR i w 1927 w poselstwie ZSRR. Należała do Warszawskiego Koła Referentów i Wydziału Kobiecego Komitetu Warszawskiego KPP. Brała udział w zorganizowaniu ucieczki z Pawiaka działaczy KPP Leona Purmana i Mirosława Zdziarskiego. Podczas walk frakcyjnych w KPP opowiedziała się za ultralewicową „mniejszością”. Od 1927 funkcjonariuszka Centralnej Techniki KPP. Od wiosny 1928 na polecenie KC KPP działała w Komitecie Okręgowym (KO) KPP na Górnym Śląsku i kierowała Wydziałem Kobiecym i wyborczą techniką partyjną. Później była księgową w warszawskiej garbarni, a od 1929 maszynistką w przedstawicielstwie agencji TASS. Od maja 1929 łączniczka Biura Politycznego KC KPP w Sopocie (Wolne Miasto Gdańsk). W 1929 wyszła za mąż za działacza KPP Juliana Bruna. Od lata 1930 organizowała w Berlinie wyjazdy delegatów na Kongres Czerwonej Międzynarodówki Związków Zawodowych (Profinternu) i Międzynarodówki Związków Zawodowych oraz kandydatów do szkół partyjnych w ZSRR. Od sierpnia 1931 do 1932 sama była słuchaczką w szkole partyjnej w ZSRR. Po powrocie działała w Łodzi i Gdyni. W maju 1933 została aresztowana, jesienią 1934 zwolniona za kaucją i wyjechała do Moskwy, gdzie skończyła pierwszy rok aspirantury na wydziale historii WKP(b) na KUMNZ.
Od lata 1935 była maszynistką w Centralnej Redakcji KPP w Kopenhadze. Od wiosny 1936 do lipca 1937 była kierowniczką administracji, wydawnictwa, korekty i ekspedycji teoretycznego organu KPP „Przegląd” w Brukseli; korzystała przy tym z pomocy przebywającego wówczas w Paryżu działacza KPP Franciszka Fiedlera. Później była zastępcą dyrektora domu dziecka dla hiszpańskich sierot, potem pracowała w Radzie Stowarzyszeń Żydowskich w Brukseli i była sekretarką komisji pomocy uchodźcom z Niemiec i Austrii. Należała do KPB. W maju 1940 wyjechała do Francji, początkowo do Vinezac w departamencie Ardeche, potem do Lourdes, gdzie brała udział w propagandowej działalności byłych dąbrowszczaków i nawiązała kontakt z kierownictwem Polskich Grup FPK. Zorganizowała ucieczkę męża z obozu w Saint Cyprien i uzyskała wizy do ZSRR, dokąd wyjechała z mężem latem 1941. Po dotarciu do Moskwy w sierpniu 1941 pracowała w redakcji „Nowych Widnokręgów”, po 2 miesiącach ewakuowana do Saratowa, gdzie pracowała w redakcji polskojęzycznego radia, latem 1942 przeniesionego do Kujbyszewa. Od lutego 1943 kierownik działu informacyjnego w redakcji „Wolnej Polski” w Moskwie.
W czerwcu 1944 wstąpiła do PPR, jesienią 1945 wróciła do kraju, gdzie została zastępcą kierownika Wydziału Zagranicznego Komisji Centralnej Związków Zawodowych (KCZZ), w lutym 1946 przeniesiona do Departamentu Prasy MSZ jako naczelnik wydziału. Od wiosny 1947 do sierpnia 1949 organizowała Polską Służbę Informacyjną i była jej zastępcą dyrektora w Nowym Jorku. Po powrocie została zastępcą naczelnika Wydziału Organizacji Międzynarodowej w MSZ. Członek Komitetu POP PZPR przy MSZ w latach 1949–1951. Od marca 1950 dyrektor działu społecznego, biura listów i Fali 49, biura szkolenia i telewizji w Polskim Radiu. 1953–1954 sekretarka polskiej delegacji w Komisji Nadzorczej Państw Neutralnych w Korei, po powrocie zastępca kierownika redakcji telewizji w Polskim Radiu. Od 1955 pracownica redakcji „Życia Partii”, od czerwca 1957 na emeryturze. 1958–1967 współpracownica Zakładu Historii Partii przy KC PZPR. Była odznaczona m.in. Krzyżem Komandorskim Orderu Odrodzenia Polski, Złotym (1953) i Srebrnym Krzyżem Zasługi (1946). Pochowana na wojskowych Powązkach (kwatera 37D-5-5).